# جيمي وليامز (لاعب كرة قدم)
جيمي وليامز (بالإنجليزية: Jimmy Williams)‏ هو لاعب كرة قدم بريطاني في مركز الدفاع، ولد في 15 يوليو 1982 في ليفربول في المملكة المتحدة. لعب مع سويندون تاون ونادي ساوثبورت وكندل تاون ‏ وDroylsden F.C. ‏.

## وصلات خارجية
- جيمي وليامز (لاعب كرة قدم) على موقع قاعدة بيانات كرة القدم.إي يو (الإنجليزية)
- جيمي وليامز (لاعب كرة قدم) على موقع Soccerbase.com (لاعب) (الإنجليزية)